# 구나르 자우어
구나르 자우어(독일어: Gunnar Sauer, 1964년 6월 11일, 니더작센 주 쿡스하펜 ~)는 독일의 전직 프로 축구 선수로, 현역 시절 중앙 수비수로 활약했으며, 베르더 브레멘에서 주로 활약했다.
그는 13년 동안(이 중 브레멘에서 12년) 분데스리가 134번의 경기에 출전해 8골을 넣었는데, 그는 오랜 기간 부상으로 오랜 기간 결장하는 일이 잦았다.
자우어는 서독 국가대표팀 일원으로 유로 1988에 참가했지만, 국가대표팀 경기에 1번도 출전하지 못했다.

## 클럽 경력

### 베르더 브레멘
니더작센 주 쿡스하펜 출신인 자우어는 현역 시절 대부분을 베르더 브레멘에서 보냈다. 그의 전성기는 1986년부터 1991년까지였다.
그는 1987-88 시즌에 베르더 브레멘의 리그 우승에 큰 공을 세웠는데, 단 22골만 내주는 "구단 역사상 손꼽히는 최고의 수비" 주축을 맡았다.
1988년 9월 13일, 그는 바이에른 뮌헨과의 안방 경기에서 발 부상을 당했다.
1991년을 기점으로, 자우어는 장기간 부상으로 빠지는 일이 많았고, 주로 후보로 대기하며, 베르더 브레멘에서 17번 더 분데스리가 경기를 출전하는데 그쳤다.
1991년, 자우어는 승부차기 끝에 베르더 브레멘이 우승한 쾰른과의 DFB-포칼 결승전에서 아킬레스건이 손상되는 부상을 당했다. 이 부상으로 그는 4차례 수술을 받았고, 1994년 4월이 되어서야 복귀전을 치렀다.

### 말년
1996년, 자우어는 베르더 브레멘에서 15년 만에 퇴단하여 헤르타 베를린으로 이적했다. 그는 2부 리그에 속한 소속 구단을 1부로 복귀시켰지만, 많은 기회를 잡지 못했다. 라이프치히(2부 리그)에서 1년, 올덴부르크(지역 리그)를 거친 그는 1999년에 35세의 나이로 은퇴를 선언했다.

## 국가대표팀 경력
자우어는 유로 1988을 앞두고 서독 국가대표팀에 차출되었지만, 안방에서 열린 이 대회 본선에 출전 기회를 잡지 못했고, 이후에도 차출 기회가 없었다.
같은 시기, 그는 1988년 하계 올림픽을 위해 차출되었다. 그는 부상으로 한 경기도 출전하지 못했지만, 동메달을 받았다.

## 경기 방식
당대 "최고로 손꼽히는 최후방 수비수"로 평가받는 자우어는 "우아한 공 제어력"과 공넘김이 빼어난 것으로 알려졌다.

## 경력 통계

### 클럽
| 구단             | 시즌      | 리그          | 리그 | 리그 | 컵   | 컵 | 리그컵 | 리그컵 | 대륙 | 대륙 | 합계 | 합계 | 주    |
| 구단             | 시즌      | 리그명        | 출장 | 골   | 출장 | 골 | 출장   | 골     | 출장 | 골   | 출장 | 골   | 주    |
| ---------------- | --------- | ------------- | ---- | ---- | ---- | -- | ------ | ------ | ---- | ---- | ---- | ---- | ----- |
| 베르더 브레멘 II | 1983–84   |               |      |      | 1    | 0  | –      | –      | –    | –    | 1    | 0    | [ 2 ] |
| 베르더 브레멘    | 1984–85   | 분데스리가    | 1    | 0    | 0    | 0  | –      | –      | –    | –    | 1    | 0    | [ 2 ] |
| 베르더 브레멘    | 1985–86   | 분데스리가    | 1    | 0    | 1    | 0  | –      | –      | –    | –    | 2    | 0    | [ 2 ] |
| 베르더 브레멘    | 1987–88   | 분데스리가    | 25   | 1    | 2    | 0  | 2      | 0      | –    | –    | 29   | 1    | [ 2 ] |
| 베르더 브레멘    | 1987–88   | 분데스리가    | 33   | 2    | 4    | 0  | 9      | 3      | –    | –    | 46   | 5    | [ 2 ] |
| 베르더 브레멘    | 1988–89   | 분데스리가    | 19   | 2    | 2    | 0  | 2      | 0      | 1    | 0    | 24   | 2    | [ 2 ] |
| 베르더 브레멘    | 1989–90   | 분데스리가    | 18   | 2    | 3    | 0  | 5      | 2      | 0    | 0    | 26   | 4    | [ 2 ] |
| 베르더 브레멘    | 1990–91   | 분데스리가    | 22   | 0    | 5    | 0  | 0      | 0      | 0    | 0    | 27   | 0    | [ 2 ] |
| 베르더 브레멘    | 1993–94   | 분데스리가    | 1    | 0    | 0    | 0  | 0      | 0      | 0    | 0    | 1    | 0    | [ 2 ] |
| 베르더 브레멘    | 1994–95   | 분데스리가    | 11   | 0    | 0    | 0  | 1      | 0      | 0    | 0    | 12   | 0    | [ 2 ] |
| 베르더 브레멘    | 1995–96   | 분데스리가    | 3    | 1    | 0    | 0  | 0      | 0      | 0    | 0    | 3    | 1    | [ 2 ] |
| 베르더 브레멘    | 합계      | 합계          | 134  | 8    | 17   | 0  | 19     | 5      | 1    | 0    | 171  | 13   | –     |
| 헤르타 베를린    | 1996–97   | 2. 분데스리가 | 8    | 0    | 0    | 0  | 0      | 0      | 0    | 0    | 8    | 0    | [ 2 ] |
| 라이프치히       | 1997–98   | 2. 분데스리가 | 12   | 0    | 0    | 0  | 0      | 0      | 0    | 0    | 12   | 0    | [ 2 ] |
| 올덴부르크       | 1998–99   |               |      |      |      |    |        |        |      |      |      |      |       |
| 경력 합계        | 경력 합계 | 경력 합계     | 154  | 8    | 17   | 0  | 19     | 5      | 1    | 0    | 191  | 13   | –     |

1. ↑  DFL-슈퍼컵 1경기 출장 기록 포함

## 수상
베르더 브레멘
- 분데스리가: 1987–88,[1] 1992–93[1]
- DFB-포칼
  - 우승: 1990–91,[1] 1993–94
  - 준우승: 1988–89, 1989–90
- DFL-슈퍼컵: 1988[3]

독일
- 하계 올림픽 3위 1988[1]